# Кант (город)
Кант (кирг. Кант) — город-спутник Бишкека в Чуйской области Кыргызстана, центр Ысык-Атинского района. Является городом областного подчинения. Образован не позднее 1928 года (в своих дневниках Ю. Абрахманов в сентябре — октябре 1928 года писал о необходимости строительства железнодорожной ветки до ст. Кант, которая была построена в 1930—1932 годах), статус города был присвоен в 1985 году.
В 2024 году на основе указа Президента Кыргызской Республики «О проведении административно-территориальной реформы в пилотном режиме на уровне айылных аймаков и городов Кыргызской Республики» к городу был присоединён Люксембургский айылный аймак (сёла Люксембург и Киргшёлк), после чего Канту был придан статус города областного значения.
Недалеко от города находится одноимённая военная база Кант.

## Этимология
Кант созвучен со словом из кыргызского языка — кант («сахар»), однако город отнюдь не назван в честь сахара и якобы построенного сахарного завода. Юсуп Абдрахманов в своём дневнике ещё в сентябре — октябре 1928 года заявлял о необходимости выделения денежных средств на строительство железнодорожной ветки до Канта. Одним из доводов строительства были планирующиеся переговоры с «Сахартрест» о строительстве сахзавода. Сам сахарный завод был построен только в 1934 году.
Запись из его дневника от 24 сентября 1928 года: «Был в НКПС говорил с Лазоревским о строительстве ветки. „Мариновал“ больше часа. Даёт твёрдое обещание довести ветку в будущем году до ст. Кант, а денег, кажется отпускает 1.300.000 р. Сумма, по моему не достаточная, но я не спорил. Пусть о необходимости строительство пройдёт через все инстанции, и тогда я заговорю о деньгах».
Запись из дневника от 5 октября 1928 года: «Говорят, что они имеют распоряжение НКПС, о подготовке к строительству Токмакской ветки, но, по их подсчётам, не хватает 700.000 рублей для доведения линии до ст. Канта».

## География
Город расположен в 20 км от Бишкека на высоте 742 м над уровнем моря. До ближайшего аэропорта «Манас» — 45 км. Железнодорожная станция находится в черте города. В окрестностях города расположен военный аэродром Кант.

## Население
На 1 марта 2017 года численность населения составляла 21 400 человек. Кант является местом компактного проживания разных национальностей.
| Год  | Население |
| ---- | --------- |
| 2024 | 23 879    |
| 2021 | 22 617    |
| 2009 | 21 589    |
| 1999 | 22 075    |
| 1989 | 24 485    |
| 1979 | 21 330    |
| 1970 | 21 710    |
| 1959 | 15 597    |
| 1939 | 11 065    |

## Экономика
Основные промышленные предприятия:
- ОАО «КЦЗ» — производство цемента;

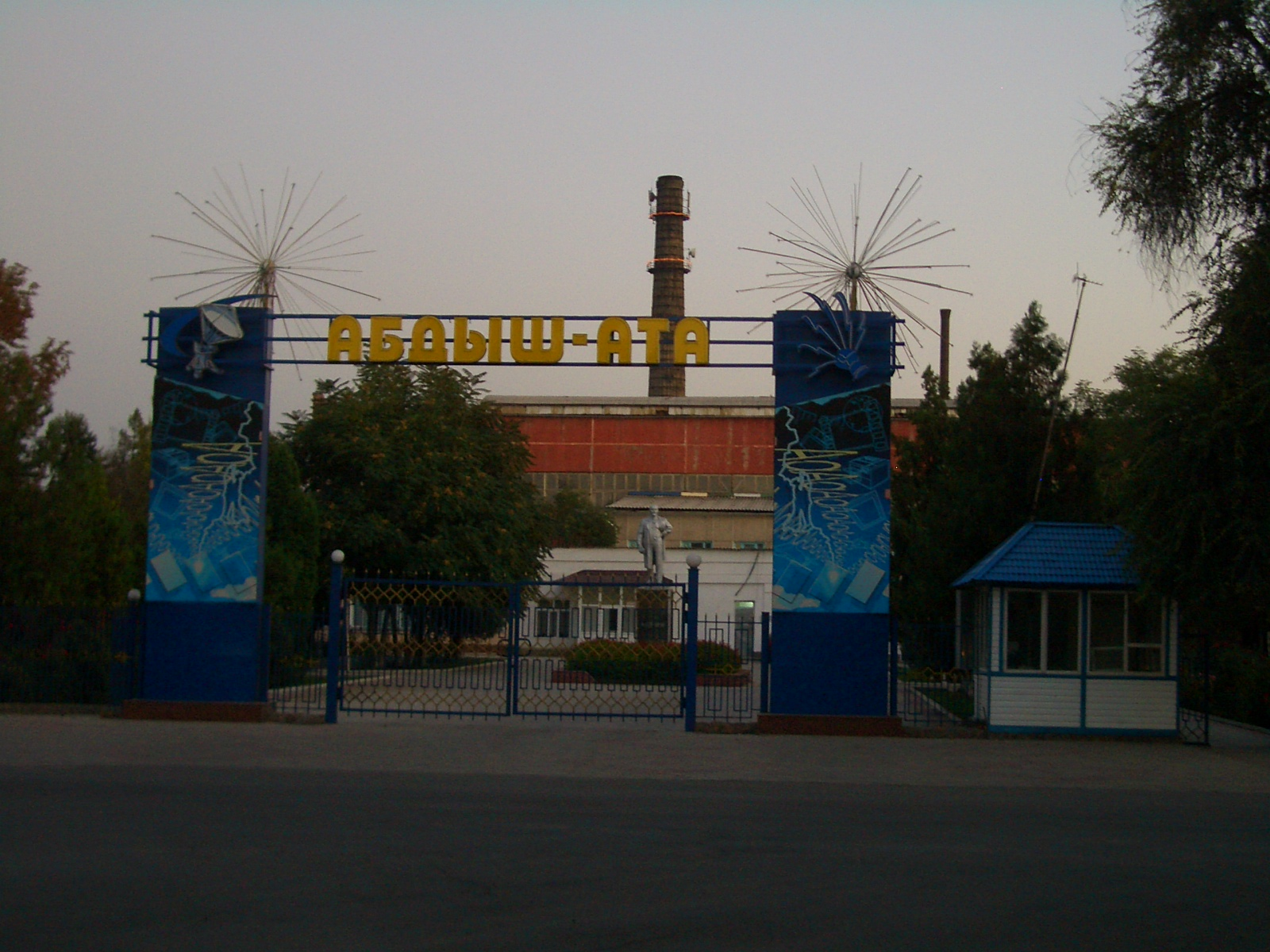
Пивоварня Абдыш-Ата в г. Кант

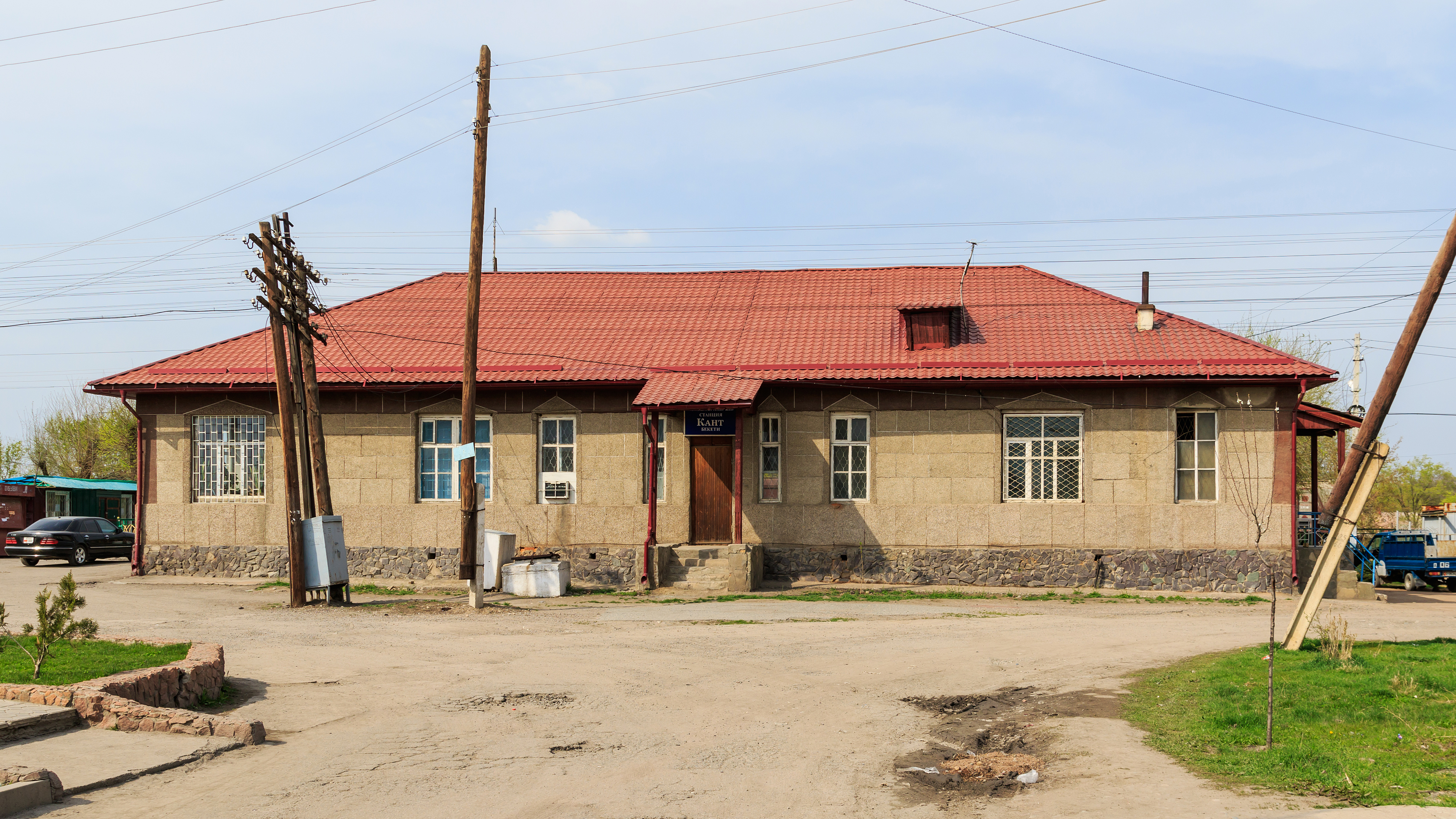
Железнодорожная станция Кант

- ОсОО «Кант ТШП» — производство шифера гофрированного, труб асбоцементных;
- ОсОО «Абдыш-Ата» — производство пива, минеральной воды, безалкогольных напитков;
- ОсОО «Кантское УПП» — производство изделий швейной промышленности (постельное бельё, матрасы), макаронных и хлебобулочных изделий;
- АО «Кант-Дан-Азык» — помол и подработка зерна, производство комбикормов, выпечка хлебобулочных изделий, оказание услуг населению по хранению зерна;
- АООТ «Кантская типография» — печать газетной, бланковой, книжно-журнальной, изобразительной продукции;
- ОсОО «Кант-Сут» — переработка цельномолочной продукции;
- ОсОО «Блиц-1» — переработка мяса, производство колбасных изделий и полуфабрикатов (пельменей, котлет, рагу, фрикаделек и так далее);
- АО «Хлебзавод» — производство хлебобулочных изделий.

## Спорт
Несмотря на маленькое население, Кант известен в Кыргызстане давними спортивными традициями, и особенно футбольным клубом «Абдыш-Ата», который шесть раз занимал второе место в высшей лиге Кыргызстана.

## Известные жители и уроженцы
- Швыдкой, Михаил Ефимович (род. 1948) — государственный деятель Российской Федерации, министр культуры (2000—2004) и руководитель Федерального агентства по культуре и кинематографии (2004—2008). Лауреат Государственной премии России. Художественный руководитель Театра мюзикла в Москве.
- Назаров, Орзубек Пулетович (род. 1966) — советский и кыргызстанский профессиональный боксер, чемпион мира.
- Золотухин, Владимир (род. 1990) — казахстанский музыкант, рок и поп-певец, известен под сценическим псевдонимом Zoloto.